# Texas A&M University at Qatar
Die Texas A&M University at Qatar in der Education City bei Doha, der Hauptstadt von Katar, ist ein Ableger der staatlichen Texas A&M University.

## Fakultäten
Die Universität bietet folgende grundständige Studiengänge an:
- Chemie
- Elektrotechnik
- Maschinenbau
- Erdöl- und Erdgastechnik

Weiterführende Studiengänge:
- Master of Engineering
- Master of Science